# Happy Rhodes

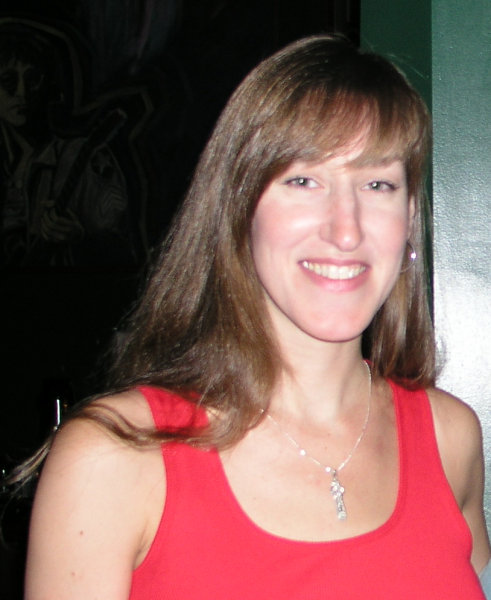
Happy Rhodes (2003)

Happy Rhodes (* 9. August 1965 in Poughkeepsie, New York, als Kimberly Tyler Rhodes) ist eine US-amerikanische Sängerin, Songwriterin und Musikerin im Bereich der elektronischen Musik.

## Leben
Als Kind ershielt Rhodes den Spitznamen Happy, so dass sie mit 16 Jahren ihren Namen zu Happy Tyler Rhodes änderte. Der Titel ihres Albums aus dem Jahr 1987 war Namensgeber für das Musikgenre Ecto.
Ihr Stimmumfang reicht von hohen Tonlagen, in denen sie wie die frühe Kate Bush klingt, bis weit hinunter in das tiefe Spektrum, wo sie sich teils ähnlich wie Annie Lennox anhört, teils wie ein männlicher Sänger. Ihre Songs When The Rain Came Down vom Album Ecto und Tragic vom Album Many Worlds are Born Tonight zeigen eindrucksvoll ihre stimmlichen Fähigkeiten auf.
Ihre ersten neun Alben veröffentlichte Happy Rhodes beim Independent-Label Aural Gratification, das zehnte Album Many Worlds are Born Tonight erschien bei Samson Music. Das bereits seit 2001 angekündigte elfte Album Find Me wurde im September 2007 fertiggestellt und erschien beim Label LoLo Records.

## Diskografie
- 1986: Rhodes I
- 1986: Rhodes II
- 1986: Rearmament
- 1987: Ecto
- 1991: Warpaint
- 1993: Equipoise
- 1993: RhodeSongs (Compilation)
- 1994: Building The Colossus
- 1995: The Keep (Compilation)
- 1998: Many Worlds are Born Tonight
- 2007: Find Me